# Stor-Renörarna
Stor-Renönarna een Zweeds eiland behorend tot de Pite-archipel. Het eiland ligt voor de kust van Högböleskiftet naast haar kleine broer Lill-Renönarna. Het heeft een enkel zomerhuisje als bebouwing.